# Mike Dirnt
Michael Ryan Pritchard (Berkeley, California, 4 de mayo de 1972), conocido como Mike Dirnt, es un músico estadounidense, reconocido por ser el bajista de la banda de punk rock Green Day. Su nombre artístico era originalmente un apodo de sus amigos en la escuela primaria, ya que era el sonido que producía al tocar el bajo; un «dirnt, dirnt, dirnt» mientras tocaba las cuerdas.

## Biografía
Mike Dirnt es el hijo de una pareja de heroinómanos que lo dieron en adopción a una pareja formada por un programador y una nativa americana que odiaba al hombre blanco pero que aun así lo amaba a él. Sus padres adoptivos se separaron cuando este tenía siete años y él se fue a vivir, primero con su padre, y luego con su hermana biológica y su madre adoptiva. A los trece años de edad, su hermana se fue de casa a buscarse la vida, pues vivían bajo los límites de la pobreza. Un día su madre trajo a casa a un hombre que se convirtió en su padrastro. Más tarde, su madre los abandonó y Dirnt se apegó a este, y haciendo grandes amigos aprendió, según él, todo lo que hay que saber de la vida, su padrastro murió cuando él tenía diecisiete años. En la escuela, jugaba al air-bass, pretendiendo pulsar las cuerdas de un bajo invisible, con lo que hacía un ruido similar a «dirnt, dirnt, dirnt» y como resultado, sus compañeros comenzaron a llamarlo «Mike Dirnt». Decidió independizarse a los quince años, alquilando una habitación a Ollie, la madre de Billie Joe Armstrong, y más tarde en una casa okupa trabajando de cocinero. Los fines de semana él y Armstrong dormían en los proyectos sociales de Gilman Street. A pesar de las adversidades, nunca dejó el instituto John Swett y casi no le dejaron obtener el título de graduado cuando su madre olvidó firmar la matrícula. Se graduó (mientras Armstrong fue expulsado) y asistió a un curso de universidad que no terminó.

## Creación de Green Day
En 1982, Mike Dirnt conoció a Billie Joe Armstrong con quien fundó una banda llamada Sweet Children pero cambiaron su nombre a Green Day en 1989. La primera conversación entre Armstrong y Dirnt trató sobre música, donde se dieron cuenta de que tenían los mismos gustos, a partir de ahí se hicieron muy buenos amigos y empezaron a componer canciones. Dirnt tocaba anteriormente un bajo Gibson Grabber 3 (G3), pero durante Nimrod, lo hizo con un bajo Fender Precision Bass. Pidió a Fender si le podían fabricar un Yh P-bass personalizado y el resultado es el modelo 5aqe5' P-bass de 2004. Fue el bajista de Screeching Weasel en el álbum How to Make Enemies and Irritate People, y fue vocalista en el debut de Squirtgun (también de Lookout).

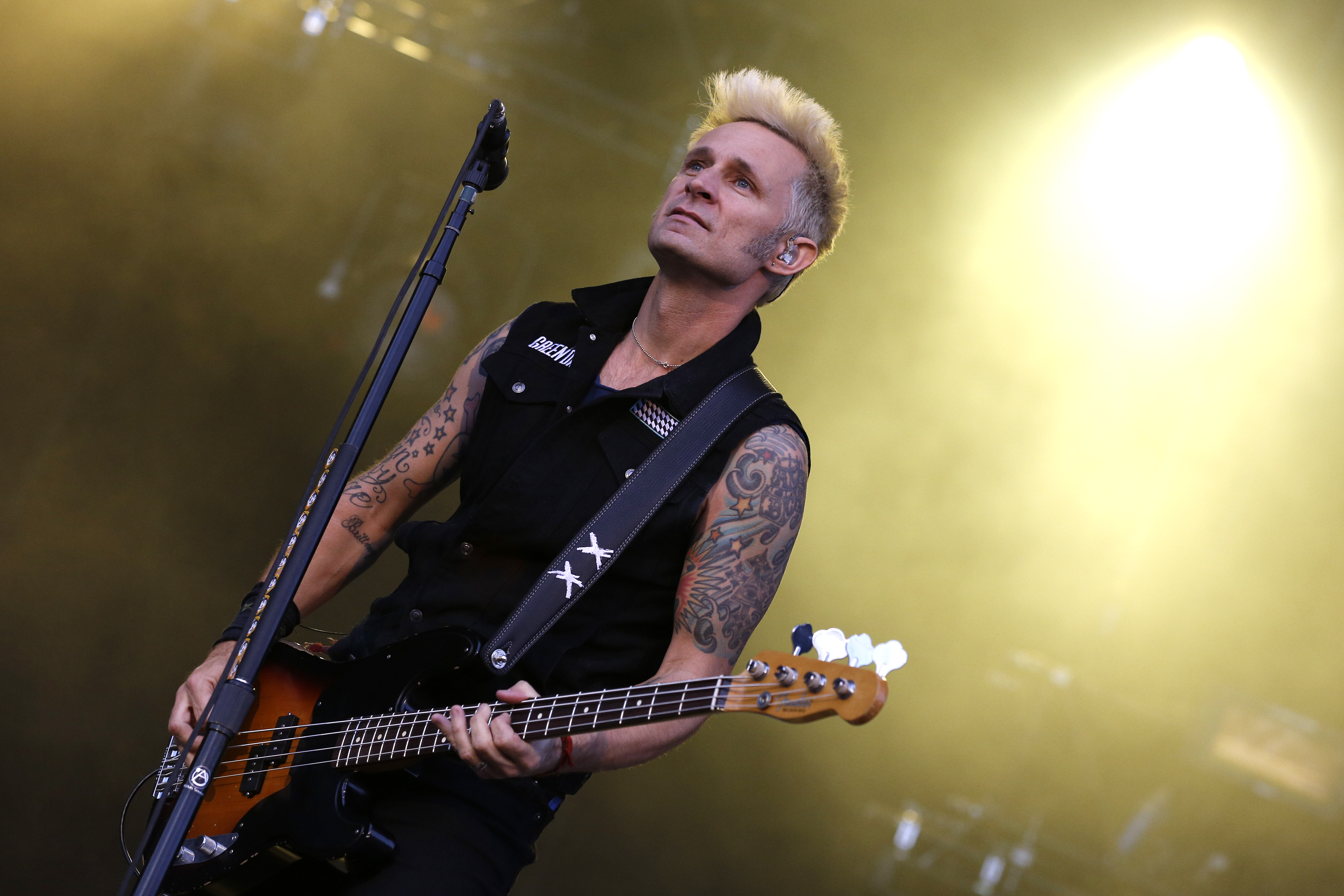
Mike Dirnt en 2013.

Además, es el bajista de la banda The Network. Que es un proyecto alternativo de los integrantes de Green Day junto con otros tres músicos, entre estos, Jason White. Toca bajo el seudónimo Van Gough. A pesar de que Armstrong es el escritor principal de las canciones de Green Day, Mike Dirnt ha escrito varias canciones como «Emenius Sleepus», «JAR», «Scumbag», «Haha You're Dead», «Nobody Likes You», la tercera parte de «Homecoming» y «Governator». Él además canta como voz principal en «Governator», «Nobody Likes You» y en uno de los versos de «Outsider», «Modern World» de «American Eulogy» del álbum 21st Century Breakdown y «Sex, Drugs and Violence» del álbum ¡Tré!. Ejemplos de sus grandes líneas de bajo son «Stuart and the Ave», «Panic Song», «Holiday», «Makeout Party», «Nightlife», «Kill The DJ» y «Stray Heart» entre otros, pero la más conocida es «Longview».

## Vida personal
Mike Dirnt contrajo matrimonio con su novia de la adolescencia, Anastasia, en 1996 y tuvieron una hija llamada Estelle-Desiree Pritchard (nacida en diciembre de 1996). Estelle significa «estrella», lo que se relaciona con la obsesión de Dirnt por las estrellas. La pareja se divorció en 1999 por la presión que la banda ejercía sobre su matrimonio. A pesar de ello, todavía son buenos amigos y Dirnt visita frecuentemente a su hija. 
El sábado 11 de octubre de 2008 fue publicado en greenday.net que él y su novia Brittney Cade fueron padres de un niño llamado Brixton Michael Pritchard. El bajista y la madre de su hijo se casaron en marzo de 2009. Su segunda hija con Cade nació el 29 de noviembre de 2010 y fue llamada Ryan Ruby Mae Pritchard. 
Aunque según la organización Peta, Dirnt lleva una dieta vegetariana, libre de cualquier producto de origen animal, él mismo lo ha desmentido en el Idiot Club (club de fanes oficial de Green Day).
Dirnt es un seguidor de Star Wars y lo declaró en una entrevista diciendo: «Yo baso la mayoría de mis creencias religiosas en Star Wars». Dirnt es en parte dueño de «Rudy's Can't Fail Cafe», un restaurante con dos sedes, una en Emeryville, California, y la otra en Oakland, California. El restaurante recibe su nombre de una canción de la banda de punk The Clash, titulada «Rudie Can't Fail», del álbum London Calling. Los nombres que aparecen en el menú se basan libremente en nombres de famosas canciones de punk como «God Save the Chicken», que es una referencia a «God Save the Queen» de los Sex Pistols y «Give 'Em Enough Meatloaf», que es una referencia a Give 'Em Enough Rope, un álbum de The Clash. Después del lanzamiento del álbum Warning, en 2000, Dirnt necesitó una cirugía debido a que sufría de síndrome del túnel carpiano. 
Actualmente, Dirnt se encuentra en un proceso de introducción al mundo de la producción musical y además se dedica a la venta de vinos con su propia marca, Vine|Vein. La noticia se dio a conocer por medio de su cuenta de Instagram.